# Адамово (село)
Адамово (рос. Адамово) — село Баргузинського району, Бурятії Росії. Входить до складу Сільського поселення Адамівське.
Населення — 185 осіб (2015 рік).